# Bamfordvirae

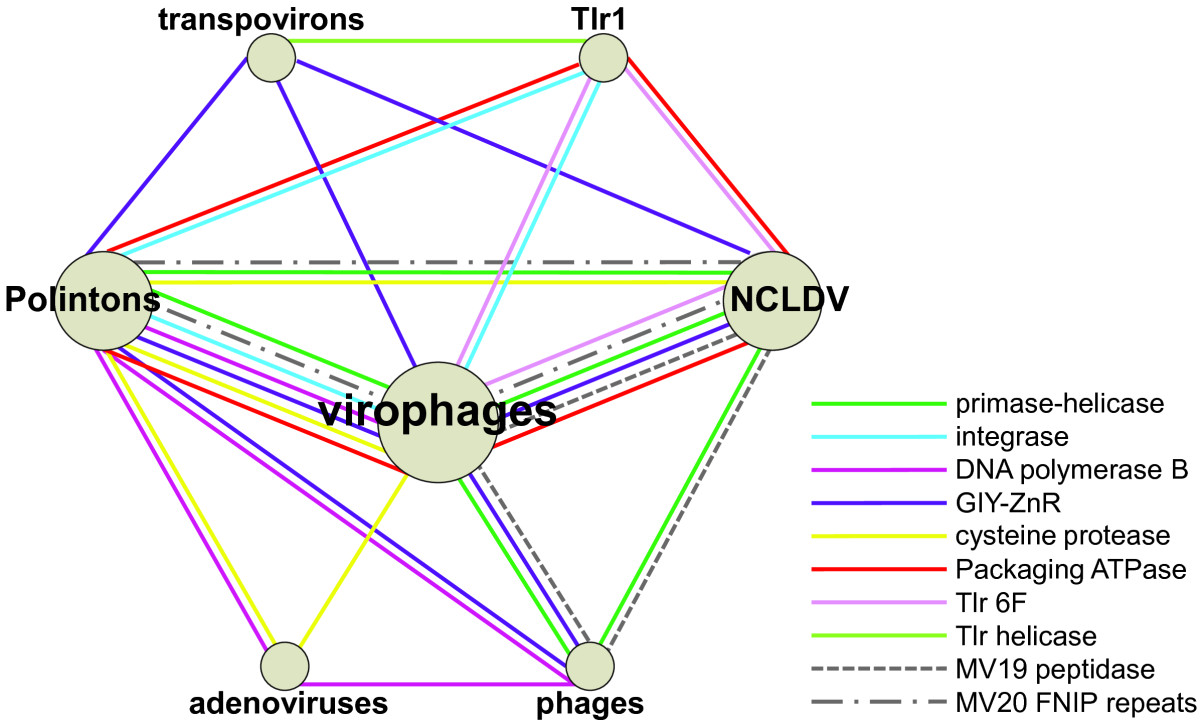
Das genetische Netzwerk, das verschiedene Gruppen der Bamfordvirae und eigennützige genetische Elemente (selfish genetic elements) verbindet. Die Verbindungen zwischen den Knoten sind farblich durch das Gen gekennzeichnet, dessen Sequenzhomologie die Verbindung herstellt.

Bamfordvirae bezeichnet ein Reich von Viren.
Dieses Taxon ist gekennzeichnet durch Hauptkapsidproteine (englisch major capsid proteins) mit „double jelly roll“-Struktur (DJR-Viren).
Vor der offiziellen Bestätigung durch das International Committee on Taxonomy of Viruses (ICTV) war diese Gruppe als PRD1-Adenovirus-Linie bezeichnet worden.
Das Taxon ist nach Dennis H. Bamford benannt, der zuerst die evolutionäre Verwandtschaft aller Viren DJR-Hauptkapsidproteinen postulierte.

## Systematik

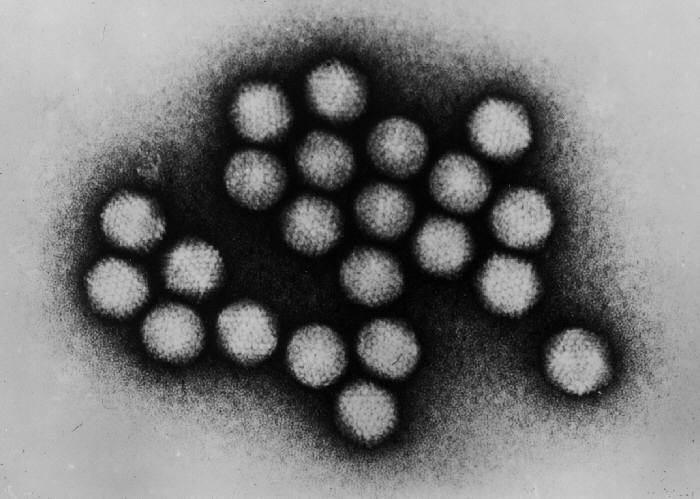
Adenoviren im TEM

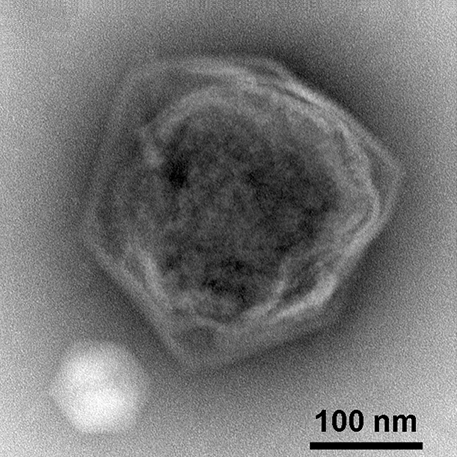
Virophage Mavirus (unten links) und das zugehörige Riesenvirus CroV

Vermutlich haben sich aus den kleineren Viren des Phylums Preplasmiviricota die Riesenviren des Phylums Nucleocytoviricota entwickelt (in diesem Fall wäre das Phylum Preplasmiviricota paraphyletisch). Auch wenn es sich bei den Preplasmiviricota tatsächlich um ein paraphyletisches Taxon handeln sollte, wird es für die Taxonomie der Viren verwendet, da die zugehörigen Taxa miteinander verwandt sind und charakteristische Merkmale aufweisen, die sie von Riesenviren unterscheiden.
Zu den Bamfordvirae gehören derzeit (mit Stand Ende April 2023) folgende vom ICTV bestätigten Mitglieder:
- Phylum Nucleocytoviricota (früher englisch Nucleocytoplasmic large DNA viruses, NCLDVs) mit Pocken- und Riesenviren
- Phylum Preplasmiviricota (früher Polinton-artige Viren, engl. polinton-like viruses, PLVs) u. a. mit Tectiviridae (inklusive Phage PRD1), Adenoviren und Virophagen